# NGC 7191
NGC 7191 هي مجرة تتبع كوكبة الهندي. اكتشفها جون هيرشل في 22 يونيو 1835.

## روابط خارجية
- NGC 7191 على موقع ويكي سكاي: DSS2, SDSS, GALEX, IRAS, Hydrogen α, X-Ray, Astrophoto, Sky Map, Articles and images